# SN 2008eb
SN 2008eb – supernowa typu Ic odkryta 7 lipca 2008 roku w galaktyce NGC 6574. W momencie odkrycia miała maksymalną jasność 17,30m.